# Egeo
Egeo (in greco antico: Αἰγεύς?, Aighèus, in latino Aegeus) è un personaggio della mitologia greca; figlio di Pandione II, fu il nono re mitologico di Atene e padre di Teseo. Dopo la deposizione del padre da parte di Metione, Egeo ed i suoi fratelli Lico, Niso e Pallante rimisero il padre sul trono fino alla sua morte. In seguito divisero poi il governo tra loro quattro ed Egeo divenne il re.

## Mitologia

### La ricerca di un erede maschio
La sua prima moglie fu Meta (figlia di Hoples) e la seconda fu Calciope (figlia di Rhêxênor o di Calcodonte), ma nessuna delle due gli diede un erede maschio.
Egeo chiese consiglio all'oracolo di Delfi ma non comprese le sue parole: "Tieni chiuso il tuo otre di vino finché non avrai raggiunto il punto più alto della città di Atene, altrimenti un giorno ne morirai di dolore" e ne fu deluso. 

Poi si recò a Trezene dove incontrò Etra, la figlia del re (Pitteo) che comprese la profezia e lo fece ubriacare.
Egeo ed Etra ebbero un rapporto e lei rimase incinta di un figlio che si sarebbe chiamato Teseo. 

In alcune versioni Teseo sarebbe figlio di Poseidone poiché dopo il rapporto con Egeo, Etra si gettò in mare a Poros ed ebbe un rapporto sessuale con il dio dei mari.
Egeo saputa la gravidanza decise di tornare ad Atene e prima di partire, nascose i suoi calzari, lo scudo e la spada sotto una roccia dicendo ad Etra che quando il bambino fosse cresciuto, avrebbe dovuto spostare la pietra e prendere armi.
Al suo ritorno ad Atene, Egeo sposò Medea (che era fuggita da Corinto e dall'ira dei suoi abitanti) e che lo rese padre del maschio Medo.

### La crescita di Teseo

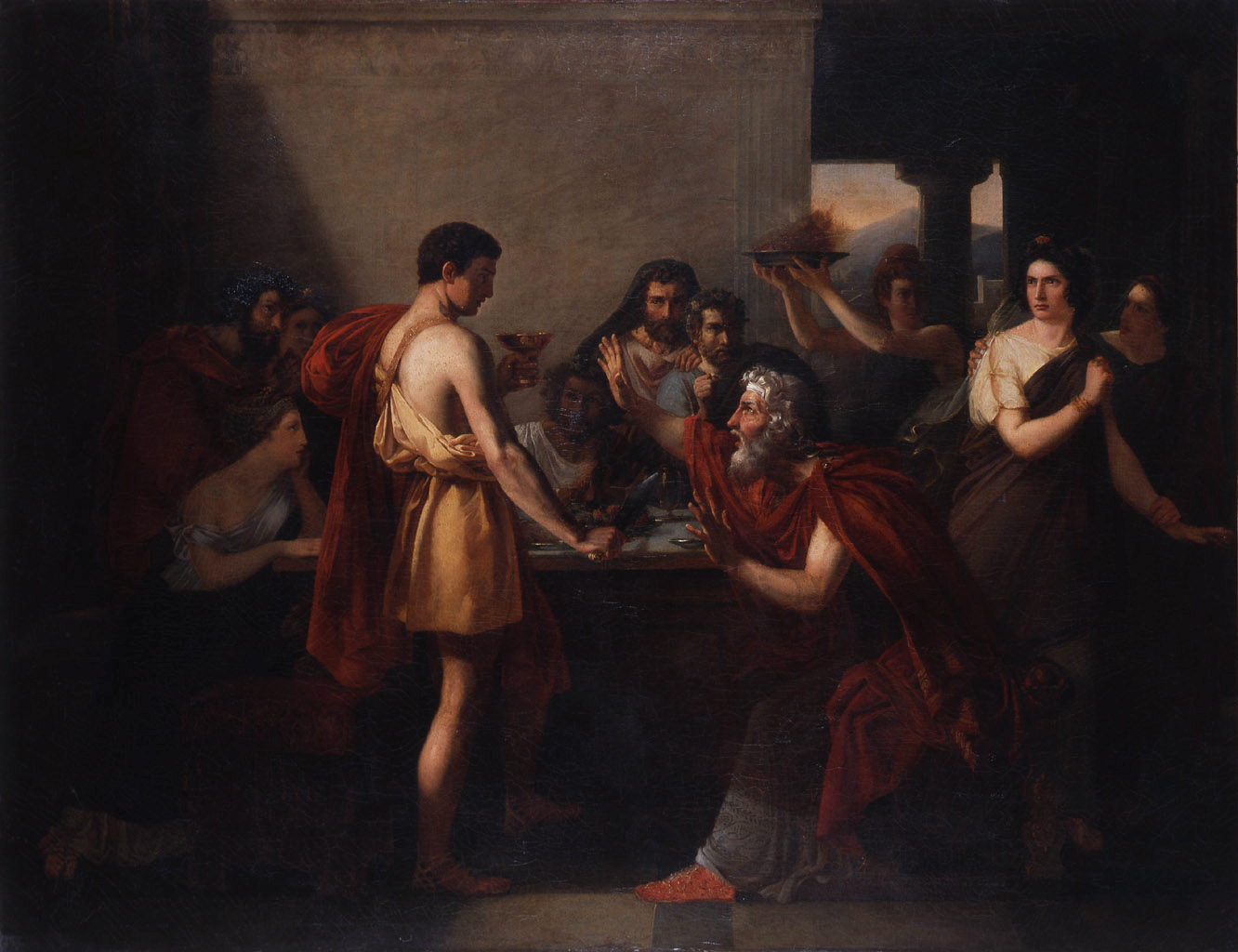
Teseo riconosciuto dal padre (Antoine-Placide Gibert - 1832)

A Trezene, Teseo crebbe e divenne un giovane coraggioso. Riuscì a spostare la roccia e a recuperare le armi del padre. Sua madre gli disse quindi la verità su chi fosse suo padre e su come avrebbe dovuto riportargli le armi. Teseo decise di andare ad Atene e dovette scegliere se andarci per mare, che era la via più sicura, o per terra, seguendo un percorso pericoloso, infestato da ladri e banditi. Giovane, coraggioso e ambizioso, Teseo decise di andare ad Atene per la via di terra.
Quando Teseo arrivò, non rivelò la sua vera identità. Venne accolto da Egeo, che era sospettoso dello straniero giunto ad Atene. Medea cercò di far sì che Egeo uccidesse Teseo chiedendogli di catturare il toro di Creta, ma Teseo riuscì nell'impresa. Medea tentò allora di avvelenarlo, preparando un calice di vino avvelenato ma all'ultimo istante, Egeo riconobbe i calzari, lo scudo e la spada e strappò il calice di vino dalla mano di Teseo.

### La guerra e la morte
Mentre visitava Atene, Androgeo, figlio del re Minosse, riuscì durante una festa a battere Egeo in ogni gara. Egeo, geloso, lo uccise. Minosse infuriato dichiarò guerra ad Atene. Offrì comunque la pace agli ateniesi, a patto che questi inviassero ogni anno a Creta sette giovani uomini e sette giovani donne, da offrire in sacrificio al Minotauro. Ciò andò avanti fino a quando Teseo uccise il Minotauro con l'aiuto di Arianna, figlia di Minosse.
Egeo aveva detto a Teseo, prima che partisse, di issare vele bianche alla partenza da Creta, se fosse riuscito a sconfiggere il Minotauro. Teseo se ne dimenticò (deliberatamente secondo alcune versioni) ed Egeo si gettò in mare quando vide vele nere avvicinarsi ad Atene, nell'errata convinzione che suo figlio fosse stato ucciso, compiendo così la profezia. Di conseguenza, il mare in cui si gettò divenne noto come Mar Egeo.
Alle pendici sud-occidentali dell'acropoli di Atene sorgeva un piccolo santuario (di cui rimangono solo scarsissime tracce) dedicato a Egeo.